# امی (دیو)
امی (همچنین آوناس، عونس، حنار، هانی) شیطانی است که در کتب جادوی اهریمنی مانند کلید کوچک سلیمان به آن اشاره شده است.
امی به عنوان یک پرزیدنت توصیف می‌شود که قبل از درآمدن به هیبت انسان، در ابتدا به عنوان یک شعله ظاهر می‌شود. ادعا شده که او نجوم و علوم مقدماتی را تدریس می‌کند، واکنش‌های مثبت حاکمان را تحریک می‌کند، و (طبق همه منابع به جز کتاب راهنمای مونیخ) گنجینه‌ها را آشکار می‌کند. طبق همه منابع، او بر ۳۶ لژیون شیاطین حکومت می‌کند. به گفته یوهان وایر، او هم از طبقه فرشتگان و هم از زمره قدرت‌ها بود و پس از ۱۲ قرن، امید بیهوده برای بازگشت به آسمان هفتم دارد. به گفته راد، امی با فرشته شمهمفوراش مخالفت می‌کند.

## در فرهنگ عامه
امی (کیریو) یک شخصیت ضدقهرمان در انیمه و مانگای به مدرسه شیاطین خوش اومدی ایروما! است.